# Oberamt Bieberstein
Das (Ober-)amt Bieberstein war eine Gerichts- und Verwaltungseinheit des geistlichen Fürstentums Fulda und des Fürstentums Nassau-Oranien-Fulda.

## Geschichte

### Im Hochstift Fulda
Fulda besaß gemäß den Zinsregistern des Klosters schon früh Grundbesitz in „Biberaha“. Gesichert wurde dieser durch die Burg Bieberstein, die den Kern des späteren Amtes bildete. Räumlich deckte sich das spätere Amt mit der bestehenden Zent Bieberstein. Allerdings war das Amt Schackau zwar Teil der Zent aber nicht des Amtes und die Orte Batten, Theiden, Seiferts und Findlos gehörten zwar zum Amt aber zur würzburgischen Zent Hilders. Dieser Zustand war lange Zeit umstritten. 1589 erkannte Fulda die Zenthoheit der vier Dörfer an. 1683 erwarb Fulda die Zenthoheit über die vier Dörfer in einem Tauschvertrag mit Würzburg.
Das Amt Bieberstein wird um 1300 erstmals urkundlich erwähnt. In den folgenden Jahrhunderten wurde das Amt vielfachverpfändet. 1363 verpfändete Abt Heinrich VII. das Amt an die Gebrüder Meiden. Einen Anteil des Amtes erwarb die Familie von Schlitz, die diesen Anteil 1369 an die Herren von Tann und von Ebersberg verkaufte. 1440 erwarb das Stift diesen Teil zurück. Ein anderer Teil des Amtes war um 1423 an die Familie von Buchenau verpfändet. 1410 bis 1420 war das Amt Heinrich von Merlau verpfändet, danach wurde er, gemeinsam mit anderen Ämtern an die Bistümer Mainz und Würzburg verpfändet. 1443 endete diese Verpfändung, aber bereits 1449 erwarb Ritter Karl von Lüder das Pfand am Amt. 1467 war Boß von Buchenau der Pfandinhaber von Schloss, Amt und Gericht Bieberstein. 1471 und 1486 löste Fulda das Amt wieder aus. Danach blieb es unter direkter Verwaltung des Stiftes.
Im 18. Jahrhundert wurde das Amt als Oberamt bezeichnet. Dies war lediglich eine Bezeichnung, die die Größe des Amtes charakterisierte, eine Überordnung über andere Ämter war damit nicht verbunden.

### Umfang
Das Amt bestand am Ende des HRR aus Allmus, Armenhof, Batten, Bieberstein, Brand, Dietges, Egelmes, Elters, Findlos, Gotthards, Gruben, Hausarmen, Hofbieber, Kermes, Kielos, Langenbieber, Liebhards, Mahlerts, Margretenhaun (zur Hälfte), Melperts, Niederbieber, Oberbernhards, Obernüst, Rödergrund, Sandberg, Schwarzbach, Seiferts, Steens, Thaiden, Thiergarten, Traisbach, Unterbernhards, Wallings, Weihershof, Wiesen, Wittges und Wolferts.

### Fürstentum Nassau-Oranien-Fulda
Das Fürstentum Nassau-Oranien-Fulda entstand aufgrund des Reichsdeputationshauptschlusses 1803. In Bezug auf die Rechtsprechung und Verwaltung wurde mit der Landesherrlichen Verordnung die Ober= und Ämter betrefffend vom 8. Januar 1803 eine Neuorganisation der bestehenden Ämter vorgenommen. Das Oberamt Bieberstein wurde damit um einen Teil von Margretenhaun aus dem Centoberamt Fulda erweitert. Das Amt trug nun die Bezeichnung eines Amtes I. Klasse.

### Großherzogtum Frankfurt
1806 wurde das Fürstentum Nassau-Oranien-Fulda französisch besetzt und 1810 Teil des Großherzogtums Frankfurt. In der Franzosenzeit war die Bezeichnung des Amtes Stadt Fulda (die anderen Ämter trugen die Bezeichnung Distriktsmairie), an der Struktur änderte sich nichts (siehe hierzu Gerichtsorganisation im Großherzogtum Frankfurt). Insbesondere die Trennung der Rechtsprechung von der Verwaltung wurde nicht eingeführt.
Gemäß der Schlussakte des Wiener Kongresses vom 9. Juli 1815 ging das Amt an das Kurfürstentum Hessen über. Mit dem Organisations-Edikt für das Großherzogtum Fulda vom 28. Dezember 1816 wurde das Amt Bieberstein aufgelöst. Eine Hälfte wurde dem Landamt Fulda, die andere dem Amt Hünfeld zugeschlagen.

## (Ober-)Amtmänner
- Friedrich Freiherr von und zu der Tann [1800] Oberamtmann
- Georg Joseph von Wagner [1755] Oberamtmann